# Бурхард I фон Кверфурт
Бурхард I (II) фон Кверфурт (на немски: Burchard I (II) fon Querfurt; * ок. 1100; † сл. 20 ноември 1161) от фамилията Мансфелд е граф (Бурхард II) на Кверфурт и бургграф на Магдебург (1136 – 1161).

## Биография
Той е най-възрастният син на Гебхард II фон Кверфурт († 1126) и съпругата му Ода фон Аменслебен, дъщеря на граф Дитрих фон Аменслебен († 1120). Брат му Конрад фон Кверфурт е избран през 1134 г. за архиепископ на Магдебург.
Брат му Конрад, след смъртта на Хайнрих фон Гройч († 1135), издига брат си Бурхард I през 1136 г. на бургграф на Магдебург и висш фогт на архиепископството.
Бурхард I първо е привърженик на Велфите, през 1142/1143 г. той се сдобраява с крал Конрад III. През 1146 г. той купува фогтайските права над манастир Лутисбург (западно от Кверфурт), и го премества в Илверсдорф (1 км западно от Кверфурт) близо до замък Кверфурт, и го новоосновава под името Мариенцел. Бурхард поддържа връзки с епископство Халберщат. Синът му Бурхард II го последва в бургграфството.

## Деца
Бурхард I има децата:
- Бурхард II фон Кверфурт († ок. 1177/1178), господар на Кверфурт и бургграф на Магдебург (1155 – 1178), женен за Матилда фон Глайхен-Тона (* ок. 1130; † сл. 1200)
- дъщеря, омъжена за граф Хартман II фон Лобдебург-Алерхайм († 11 ноември 1186)[3]